# Bengt Ryning
Bengt Ryning, död 1505, var ett svenskt riksråd och lagman.

## Biografi
Bengt Ryning var son till Erik Pedersen Ryning och Christine Eriksdatter Urup. Han nämns som riksråd från 19 juni 1493. Blev riddare vid Kung Hans kröning 26 november 1497. Fick som belöning efter att uppsagt kungen lydnad och tro 1501 Allbo härad.
Han var lagman i Södermanlands lagsaga till 1505.
Han var herre till Grensholm i Vånga socken vilken han fick genom gifte 1480 och Edshult i Edshults socken, vilket tilldömdes honom genom riksrådets dom 1482.
Hans son Erik Bengtsson Ryning var riksråd och blev halshuggen vid Stockholms blodbad.

### Familj
Ryning gifte sig förste 29 december 1480 med Filippa Magnusdotter (född 1463). Hon var dotter till riddaren Magnus Gren och Gertrud Narfvesdotter. De fick tillsammans barnen riksrådet Erik Ryning (död 1520), Axel Ryning, slottsloven Olof Ryning på Kalmar slott och Måns Ryning.